# Starless and Bible Black
Starless and Bible Black – szósty album studyjny grupy King Crimson wydany 29 marca 1974. Teksty większości utworów stanowią krytykę hipokryzji i konsumpcyjnego stylu życia społeczeństwa. Utwory „The Great Deceiver” i „Lament” są jedynymi na albumie zarejestrowanymi w studiu nagraniowym (styczeń 1974 AIR Studios w Londynie).

## Lista utworów
Album zawiera utwory:
| 1. | „The Great Deceiver” (John Wetton, Robert Fripp, Richard Palmer-James) | 4:02  |
|    |                                                                        |       |
| 2. | „Lament” (Fripp, Wetton, Palmer-James)                                 | 4:00  |
|    |                                                                        |       |
| 3. | „We'll Let You Know” (David Cross, Fripp, Wetton, William Bruford)     | 3:46  |
|    |                                                                        |       |
| 4. | „The Night Watch” (Fripp, Wetton, Palmer-James)                        | 4:37  |
|    |                                                                        |       |
| 5. | „Trio” (Cross, Fripp, Wetton, Bruford)                                 | 5:41  |
|    |                                                                        |       |
| 6. | „The Mincer” (Cross, Fripp, Wetton, Bruford, Palmer-James)             | 4:10  |
|    |                                                                        |       |
| 7. | „Starless and Bible Black” (Cross, Fripp, Wetton, Bruford)             | 9:11  |
|    |                                                                        |       |
| 8. | „Fracture” (Fripp)                                                     | 11:14 |
|    |                                                                        |       |
|    |                                                                        | 46:41 |
|    |                                                                        |       |

## Twórcy
Twórcami albumu są:
- David Cross – skrzypce, altówka, keyboard
- Robert Fripp – gitara, melotron
- John Wetton – gitara basowa, śpiew
- Bill Bruford – perkusja